# Camponotus heathi
Camponotus heathi é uma espécie de inseto do gênero Camponotus, pertencente à família Formicidae.